# Begonia sanguineopilosa
Espèce
Begonia sanguineopilosa est une espèce de plantes de la famille des Begoniaceae.
Elle a été décrite en 2011 par Daniel C. Thomas et Wisnu H. Ardi.